# 3082 Dzhalil
3082 Dzhalil este un asteroid din centura principală, descoperit pe 17 mai 1972, de Tamara Smirnova.